# Mathilde Gøhler
Mathilde Gøhler Jensen (født 21. juli 1992 i Hjørring) er en dansk model.

## Karriere
Mathilde Gøhler har siden sin handelseksamen i Aarhus arbejdet professionelt som model. Hun har arbejdet for bl.a Magasin og Gina Tricot samt andre brands som Dior

## Privat
Hun har siden 2014 dannet par med musikeren Remee, og sammen har de datteren Kenya, som blev født i 2015. Den 19 oktober 2021 fik forældrene deres andet barn, datteren Lelou.
Remee og Mathilde gik fra hinanden i 2022.

## Eksterne hevisninger
- Instagram